# Kong (Ivoorkust)
Kong is een stad in Ivoorkust gelegen in het district Savanes, in het departement Tchologo.

## Geschiedenis
Kong was destijds de hoofdstad van het Kong-rijk van 1710 tot 1898, gesticht door de Dioula. Kong was een handelscentrum voor zowel goud als kolanoten. De stad had ook een belangrijke koranschool.
In 1897 kwam Kong onrechtstreeks betrokken in de Mandigo-oorlogen, een oorlog tussen het Wassoulou-rijk en de Fransen. In 1898 werd het Kong-rijk een deel van Frans-West-Afrika.
De ontdekkingsreiziger Louis-Gustave Binger vertrok in februari 1887 vanuit Bamako (Mali) en arriveerde een jaar later op 20 februari 1888 in de stad Kong.

## Erfgoed
De moskee van Kong staat op de Werelderfgoedlijst van de UNESCO en de stad ligt ook aan het Nationaal park Comoé, ook op de Werelderfgoedlijst. 

## Galerij

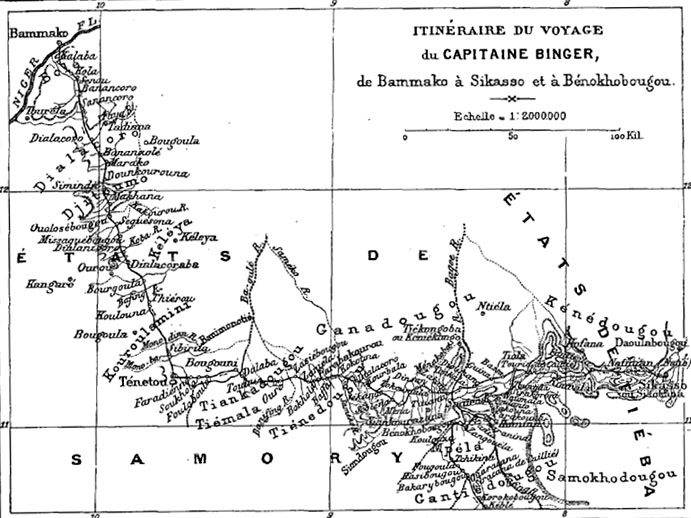
Reis van Binger
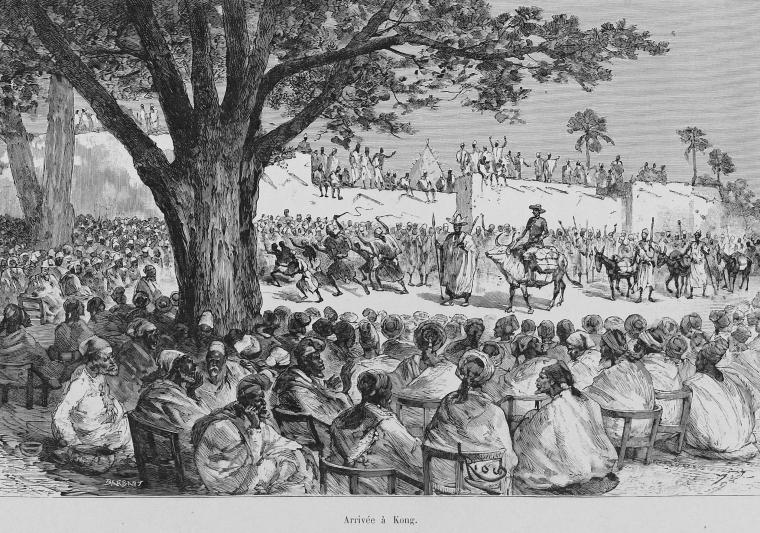
Aankomst van Binger in Kong
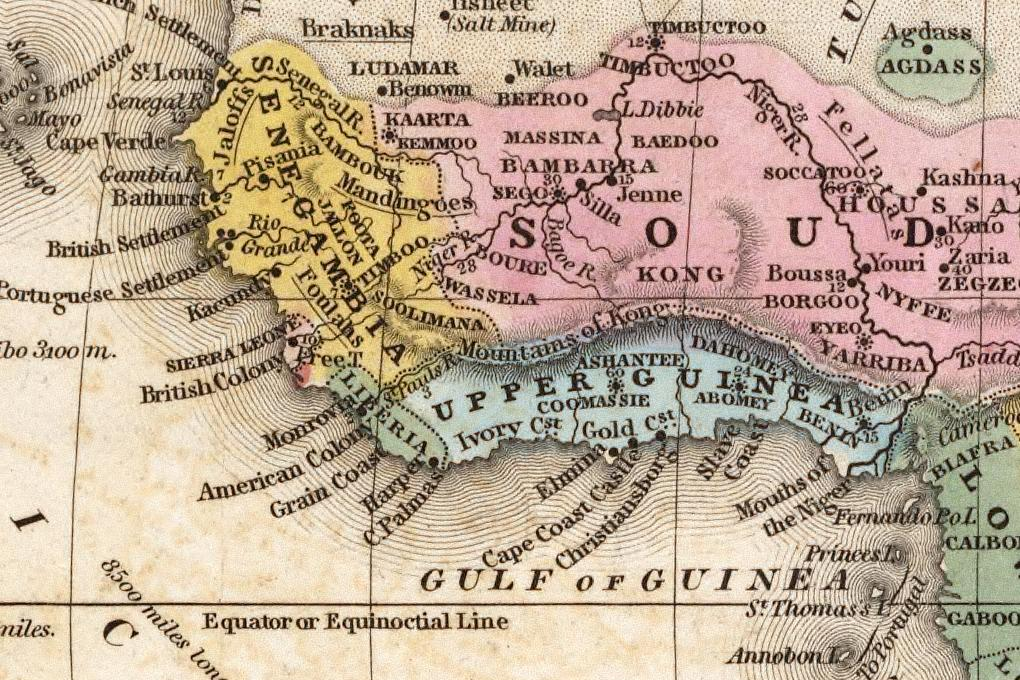
Kaart van West-Afrika (1839)
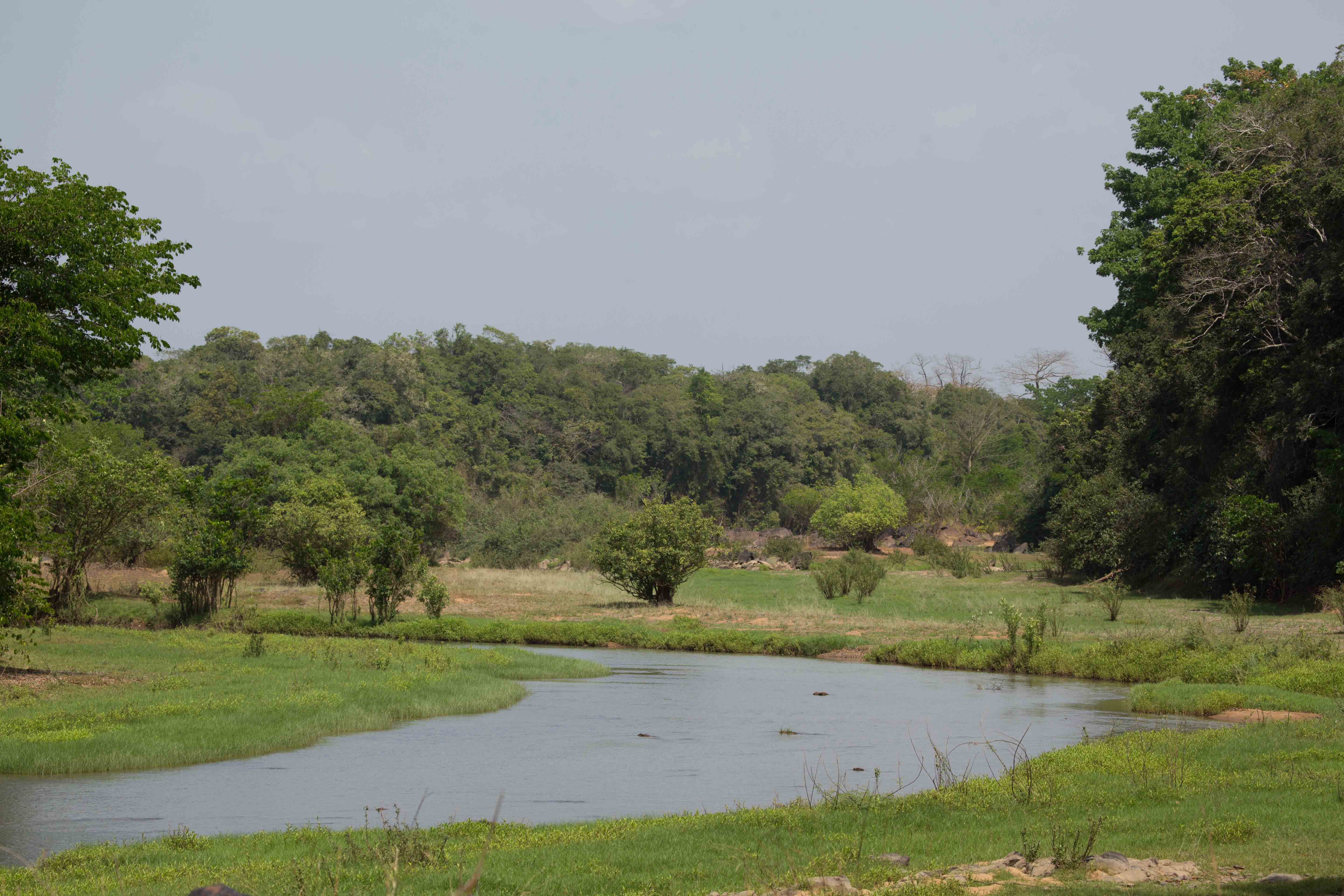
De rivier Komoé